# Шебановы
Шебановы — дворянский род.
Восходит к началу XVII в. и записан в VI часть родословной книги Курской губернии.
Есть ещё несколько дворянских родов Шебановых, более позднего происхождения.

## Описание герба
На щите, разделенном надвое, в верхней половине, в красном поле, крестообразно положены две серебряные шпаги остриями вниз, а в нижней половине, в чёрном поле, изображены две золотые восьмиугольные звезды, и между ними, на серебряной полосе, поставлена крепость.
На щите дворянский коронованный шлем. Нашлемник: три страусовых пера. Намёт на щите чёрный, подложенный золотом. Герб рода Шебановых внесен в Часть 7 Общего гербовника дворянских родов Всероссийской империи, стр. 153.